# Anschlag von Teebane 1992
Der Anschlag von Teebane ereignete sich während des Nordirlandkonflikts am 17. Januar 1992 auf der Hauptstraße zwischen Omagh und Cookstown im County Tyrone. Durch einen Sprengstoffanschlag der Provisional IRA wurden acht protestantische Bauarbeiter getötet und sechs weitere verletzt.

## Hintergrund
Zivilpersonen, welche für die britischen Sicherheitskräfte arbeiteten, waren 1985 von der IRA zu Kollaborateuren und damit zu „legitimen Zielen“ erklärt worden. Daraufhin wurden bis 1990 mindestens 15 Personen getötet, welche in irgendeiner Weise für die britischen Truppen tätig gewesen waren.
Am 24. Oktober 1990 verübte die IRA drei simultan ausgeführte Autobombenanschläge gegen britische Militäreinrichtungen bei Derry, Newry und in Omagh. Dabei waren drei zu Kollaborateuren erklärte Zivilisten unter Geiselnahme ihrer Familien gezwungen worden, die Sprengsätze zu den Zielen zu lenken. Während die Bombe in Omagh aufgrund eines fehlerhaften Zünders nicht detonierte, rissen die beiden anderen Bomben sechs Soldaten und einen der Fahrzeuglenker in den Tod. Diese neue Form von Anschlägen wurde als „Proxy bomb“ bekannt, erzielte jedoch nicht die erhoffte Unterstützung aus den Reihen der nationalistischen Bevölkerung.
Ab Ende der 1980er Jahre wurden britische Militäreinrichtungen und Außenposten in Nordirland zum Schutz vor Bombenanschlägen und Mörserangriffen verstärkt ausgebaut, womit zivile Baufirmen beauftragt wurden.

## Anschlag von Teebane
Am 17. Januar 1992 befanden sich 14 protestantische Bauarbeiter der Firma Karl Construction aus Antrim auf der Rückreise von ihren Tätigkeiten in den „Lisanelly Barracks“ der British Army in Omagh, als ihr Kleintransporter gegen 17:30 Ortszeit von der Explosion einer am Straßenrand versteckten Sprengfalle getroffen wurde. Der Anschlag ereignete sich im Townland Killucan an der Kreuzung Teebane Crossroads der A505, der Hauptverbindungsstraße zwischen Omagh und Cookstown, mit der Teebane Road, die in das nördlich benachbarte Townland Teebane (irisch An Taobh Bán) führt. Acht der Arbeiter wurden dabei getötet und die sechs anderen verletzt.

## Ermittlungen
Detective Chief Inspector Kenneth McFarland übernahm die Ermittlungen mit seinem Stellvertreter Detective Inspector Millar Farr. Das Team wurde durch einen weiteren Detective Inspector, vier Detective Sergeants, 21 Detective Constables und drei Police Constables unterstützt. Laut Ermittlungen war der ferngezündete Sprengsatz über Nacht deponiert worden und sollte die Arbeiter bereits bei der morgendlichen Anreise nach Omagh treffen, was die Täter jedoch aufgrund der nebligen Sichtverhältnisse verworfen haben sollen. Zu der Tat hatte sich inzwischen die IRA East Tyrone Brigade bekannt.
Insgesamt wurden von den Sonderermittlern trotz zahlreicher Zeugenaussagen nur neun Verdächtige ermittelt, denen jedoch keine Tatbeteiligung nachzuweisen war. 2002 untersuchte das Historical Enquiries Team (HET) des PSNI den Fall erneut und versuchte dabei nachträglich Fingerabdrücke oder DNA-Spuren zu sichern, was jedoch erfolglos blieb.

## Reaktion
Der Sinn-Féin-Vorsitzende Gerry Adams kritisierte den Anschlag, aber auch das britische Vorgehen in Nordirland und forderte zum Dialog auf. Der britische Premierminister John Major verurteilte den Anschlag und bekräftigte die Fortführung der bisherigen Politik.
Am 5. Februar 1992 überfielen protestantische Paramilitärs als Vergeltung für den Anschlag ein Wettbüro im Süden von Belfast und erschossen fünf Katholiken. Am 7. August 1994 brachen Paramilitärs bei Omagh in das Haus des IRA-Mitglieds Patrick O’Hagan ein und ermordeten dessen schwangere Frau. Patrick O’Hagan war am Tag des Anschlags rund eine Stunde vor der Explosion von einem Augenzeugen an den Teebane Crossroads gesehen worden, es gab jedoch keine handfesten Beweise gegen ihn. O’Hagan war zum Zeitpunkt des Überfalls nicht zu Hause. Er starb 2002 eines natürlichen Todes. Die beiden Anschläge werden der UDA bzw. UVF zugeschrieben.
In Cookstown erinnert ein Gedenkstein an den Anschlag und die Opfer von Teebane. 2017 kam es dort zur Begehung des 25. Jahrestages unter Anwesenheit des DUP-Parlamentsmitgliedes für South Antrim, Trevor Clarke, und seiner Frau Linda, die bei dem Anschlag ihren Bruder verloren hatte.